# 루팡 3세: 더 퍼스트
《루팡 3세: 더 퍼스트》(일본어: ルパン三世 THE FIRST)은 2019년 공개된 일본의 애니메이션 영화이다.

## 줄거리
세상의 운명을 바꿀 비밀이 담겨 있는 브레송 다이어리.
어느 날, 다이어리가 전시된 브레송 회고전에 ‘루팡 3세’의 예고장이 날아들고, 다이어리를 노리는 비밀 조직 역시 고고학도 ‘레티시아’를 이용해 이를 가로채려고 하는데…
과연, ‘루팡 3세’는 브레송 다이어리를 손에 넣고 그 안에 숨겨진 비밀을 풀 수 있을까?

## 출연

### 주연
- 쿠리타 칸이치 : 루팡 3세 역 (목소리)
- 히로세 스즈 : 레티시아 역 (목소리)
- 후지와라 타츠야 : 게랄트 역 (목소리)

### 조연
- 코바야시 키요시 : 지겐 다이스케 역 (목소리)
- 나미카와 다이스케 : 이시카와 고에몽 역 (목소리)
- 사와시로 미유키 : 미네 후지코 역 (목소리)
- 야마데라 코이치 : 제니가타 경부 역 (목소리)
- 요시다 코타로 : 람베르 역 (목소리)

## 수입사
- LINE FRIENDS

## 수상 목록
- 제44회 안시 국제애니메이션 페스티벌 (2020년) 장편경쟁
- 제43회 일본 아카데미상 (2020년) 우수 애니메이션 작품상